# Micrathena zilchi
Micrathena zilchi är en spindelart som beskrevs av Kraus 1955. Micrathena zilchi ingår i släktet Micrathena och familjen hjulspindlar. Inga underarter finns listade i Catalogue of Life.